# Mykola Derkač
Mykola Ivanovyč Derkač (ukrajinsky Микола Іванович Деркач, * 25. července 1949 Krasnodarský kraj, SSSR) je ukrajinský politik a diplomat. V letech 2004–2005 byl ministrem hospodářství Ukrajiny ve vládě Viktora Janukovyče. Předtím v letech 2001–2004 působil jako velvyslanec Ukrajiny v Litvě.